# オモヒノタマ〜念珠
オモヒノタマ〜念珠（オモヒノタマ ねんじゅ）は、全9話の3部作のホラー映画。衛星劇場で2003年に放送され、2004年5月8日に劇場公開された。

## 出演

### 壱ノ珠 念ヒ
- 田中美樹：小島聖
- 秋山博子：原史奈
- 秋山正広：村杉蝉之介
- 田中アキラ：平山久能
- 伊倉愛美
- 深沢嵐
- 目黒大樹

### 貮ノ珠 自販機の女
- 柴崎浩太：遠藤雅
- 井下真弓：樹里
- 管理人：灰地順
- 自販機の女：永田真理
- 干からびた男：大波誠

### 参ノ珠 オレオレ
- 夏山祐樹：瑛太
- 崎山：森下能幸
- 権藤：松重豊
- 老婆：大津嶺子
- 良子：小金澤篤子
- 祐樹の妹：坂松芽伊
- カゴシマジロー

### 死ノ珠 リアル
- 東達男：加藤雅也
- 男：嶋田久作
- 東の妻：石堂夏央
- 茂田：竹中直人
- 永井：緋田康人
- サーモン鮭山
- 瑚海みどり
- 富永研司

### 伍ノ珠 茸狩り
- 木元一樹：金子貴俊
- 佐藤勇吐：高岡蒼佑
- 秋野真希：岡田めぐみ
- 老婆：大方斐紗子
- 老人：灰地順
- 主婦：小柳友貴美

### 六ノ珠 エドちゃん
- 種市佐久蔵：笑福亭松之助
- 山本まこと：吹越満
- 種市生男：後藤一成
- 清水満智子：小柳友貴美
- 内山：畠山明子
- 瑚海みどり
- 高橋あきお

### 七ノ珠 ECHOES
- 川島重良：佐藤慶
- 川島八重子：横山通乃
- 川島弓香／弥絵：紺谷みえこ
- 草太：オダギリジョー
- 岡田：結城貴史
- 少年：小林京雄

### 八ノ珠 猫の手
- 秋山章太：栩原楽人
- 井上澄夫：秋山拓也
- 浦沢武志：小谷野謙太
- ショウタ（声）：彼方悠璃
- ゴング（声）：天田真人
- モゲタ（声）：神田武
- ハナカ（声）：高橋裕子
- 先生（声）：茶風林
- ニャン太（声）：猪口有佳
- 水木薫
- 倉貫まりこ

### 苦ノ珠 マンション
- 哲夫：光石研
- 恭子：山村美智
- 美咲：石原あつ美
- 勇二：馬場省吾
- 山本まこと：吹越満
- ヘリコプターのパイロット：山口祥行、中野裕斗
- 田中美樹：小島聖
- 権藤：松重豊
- 秋野真希：岡田めぐみ
- うさぎ：楠本あっこ
- 竹嶋康成

## スタッフ
- 監督：岡野正広（壱ノ珠・死ノ珠・伍ノ珠・八ノ珠・苦ノ珠）、河田成人（貮ノ珠）、楠本直樹（参ノ珠・七ノ珠）、久保年且（六ノ珠）
- 脚本：岡野正広（壱ノ珠・参ノ珠・伍ノ珠・八ノ珠）、河田成人（貮ノ珠）、梅沢壮一（死ノ珠）、佐々木一樹（六ノ珠）、楠本直樹（七ノ珠・苦ノ珠）、岡尾貴洋（八ノ珠）、有里紅良（八ノ珠）
- アニメーションパート監督：下田久人（八ノ珠）
- 音楽：高橋哲也、堀内太郎